# Вила Литерно
Вила Литерно (итал. Villa Literno) је насеље у Италији у округу Казерта, региону Кампанија.
Према процени из 2011. у насељу је живело 10027 становника. Насеље се налази на надморској висини од 10 м.

## Становништво
| 1931. | 1936. | 1951. | 1961. | 1971. | 1981. | 1991.  | 2001.  | 2011.  |
| ----- | ----- | ----- | ----- | ----- | ----- | ------ | ------ | ------ |
| 3.124 | 3.491 | 5.810 | 6.830 | 7.677 | 9.011 | 10.489 | 10.364 | 10.715 |